# Timothée Cornille
Pour les articles homonymes, voir Cornille (homonymie).
Timothée Cornille est un homme politique français né le 14 septembre 1788 à Arras (Pas-de-Calais) et décédé le 20 février 1861 à Warlus (Pas-de-Calais).
Avocat à Arras, il milite dans les rangs libéraux sous la Restauration, plaidant dans des procès politiques. Il est bâtonnier de l'ordre et secrétaire perpétuel de l'académie d'Arras. Il est président du tribunal civil d'Arras de 1830 à 1859. Conseiller municipal d'Arras, conseiller général, il est député du Pas-de-Calais du 23 avril 1848 au 2 décembre 1851, siégeant avec les partisans du général Cavaignac.

## Sources
- « Timothée Cornille », dans Adolphe Robert et Gaston Cougny, Dictionnaire des parlementaires français, Edgar Bourloton, 1889-1891 [détail de l’édition]